# FC Progresul Bukarest
FC Progresul Bukarest, bis Sommer 2007 FC Național Bukarest (Fotbal Club Național București), ist ein rumänischer Fußballverein aus Bukarest. Seit 2009 spielt er in der vierthöchsten Fußballliga, der Liga IV. Seinen größten Erfolg errang er im Jahr 1960 mit dem Gewinn des rumänischen Pokals. Zwischen 1995 und 2003 zählte er zu den besten rumänischen Klubs und konnte mehrmals die Vizemeisterschaft erringen.

## Geschichte

Logo von National Bukarest

Seinen Anfang nahm der Verein bereits im Dezember 1865, als Fürst Alexandru Ioan Cuza im Parcul cu Platani, dem Standort des heutigen Stadions Cotroceni, die Societatea de Dare de Semn, eine Gruppe Sporttreibender, ins Leben rief. Im Jahr 1944 entstand aus dieser Gruppe ein Verein, Banca Națională a României București (BNR Bukarest), der Sportverein der rumänischen Nationalbank.
Nach der Machtübernahme der Kommunisten im Winter 1947/48 änderte auch die BNR ihren Namen und in diesem Zuge auch der Verein, der ab dem Jahr 1949 unter dem Namen Spartac Banca Republica Populară Română București (Spartac Banca RPR București), Spartak Bank der rumänischen Volksrepublik, fungierte. In dieser Zeit spielte der Verein in der Divizia B. Dort gelang in der Saison 1954 der erstmalige Sprung in die höchste rumänische Spielklasse, die Divizia A, nachdem sich der Verein 1953 zunächst in Spartac Finanțe Bănci București (Spartac FB Bukarest) und 1954 in Progresul Finanțe Bănci București (Progresul FB Bukarest) umbenannt hatte. Ab 1958 trug er nur noch den Namen Progresul Bukarest.
Sportlich konnte sich Progresul zehn Jahre lang in der Divizia A halten. Der größte Erfolg während dieser Zeit gelang im Jahr 1960 mit dem Gewinn des rumänischen Pokals. 1958 hatte der Verein immerhin das Finale erreicht, während die besten Platzierung dritten Plätze in den Spielzeiten 1955 und 1961/62 waren. Nach dem Abstieg 1965 gelang dem Verein ebenso wie nach dem Abstieg 1969 der sofortige Wiederaufstieg. Allerdings gehörte Progresul der Divizia A während der 1970er- und 1980er-Jahre nur selten an, lediglich vier Spielzeiten standen zu Buche. Stattdessen erlebte der Verein im Jahr 1988 mit dem Abstieg in die Divizia C seinen vorläufigen Tiefpunkt – allerdings nicht mehr unter dem Namen Progresul Bukarest, sondern als Progresul-Voința Bukarest, nachdem er von 1977 bis 1987 als Progresul Vulcan Bukarest angetreten war. Nach zwei weiteren Namensänderungen – Progresul Energia Bukarest ab 1988 und Progresul Șoimii IMUC Bukarest ab 1989 – gelang im Jahr 1990 die Rückkehr in die Divizia B.
Nachdem der Verein im Jahr 1991 seinen alten Namen Progresul Bukarest wieder angenommen hatte und die rumänische Nationalbank (Banca Națională a României) wieder als Sponsor eingestiegen war, gelang bereits 1992 die Rückkehr in die Divizia A. 1994 übernahm der Verein den Namen des Sponsors und nannte sich fortan FC Național Bukarest. In der zweiten Hälfte der 1990er-Jahre stieg Național in die rumänische Spitze auf und Gewann in den Jahren 1996, 1997 sowie 2002 die rumänische Vizemeisterschaft. Außerdem erreichte der Verein in den Jahren 1997, 2003 und 2006 das Pokalfinale, unterlag aber jeweils. Der große Coup, der Gewinn der Meisterschaft, gelang nicht. Național platzierte sich meist im vorderen Mittelfeld, so dass der Verein nicht kontinuierlich am Europapokal teilnahm.
Am Ende der Saison 2006/07 stieg Național überraschend aus der höchsten Liga, die seit Saisonbeginn Liga 1 hieß, ab und spielte zwei Jahre in der zweitklassigen Liga 2. Nach dem Abstieg und dem Ausstieg des Sponsors wurde der Name wieder in SC FC Progresul Bukarest geändert. In der Zweitligasaison 2008/09 wuchs der Schuldenberg so hoch an, dass zunächst Zahlungen an Trainer und Spieler eingestellt wurden. Als der bulgarische Torwart Radostin Stanew seinen ehemaligen Klub wegen ausstehender Gehälter bei der FIFA verklagte und Progresul der Forderung nicht nachkam, wurde der Verein im März 2009 mit einem Drei-Punkte-Abzug bestraft. Nachdem Progresul am 23. Spieltag gegen Dunărea Giurgiu und am 24. Spieltag gegen CS Concordia Chiajna nicht antrat, wurde vom rumänischen Fußballverband der Ausschluss aus der Meisterschaft beschlossen. Im August 2009 wurde der Verein von dem Anwalt Bogdan Tohăneanu unter dem Namen AS FC Progresul Bukarest neu gegründet und tritt in der Liga IV, der Meisterschaft des Munizipiums Bukarest, an. Das Cotroceni-Stadion wurde aus Kostengründen verlassen, die Heimspiele der Mannschaft fanden zunächst im kleineren Coresi-Stadion in der Nähe der Casa Presei Libere statt. 2011 spielte Progresul im Electroaparataj-Stadion, da die BNR sich nach wie vor weigerte, dem Verein die Altschulden in Höhe von 300.000 Euro zu erlassen.

## Erfolge
Der Verein gewann 1960 den rumänischen Vereinspokal.

## Bekannte Spieler
- Gabriel Caramarin
- Liviu Ciobotariu
- Gigel Coman
- Dudu Georgescu
- Ovidiu Herea
- Alexandru Karikas
- Răzvan Lucescu
- Paul Manta
- Viorel Mateianu
- Viorel Năstase
- Radu Niculescu
- Cosmin Olăroiu
- Titus Ozon
- Ovidiu Petre
- Marius Popa
- Gabriel Popescu
- Sergiu Radu
- Mircea Sandu
- Marian Savu

## Ehemalige Trainer
- Gheorghe Niculae (Sommer 1962 bis Sommer 1963)
- Dincă Schileru (Sommer 1963 bis Sommer 1964)
- Titus Ozon (Sommer 1964 bis Sommer 1965)
- Mihai Stoichiță (Sommer 1999 bis Sommer 2000)
- Cosmin Olăroiu (Sommer 2000 bis Sommer 2002, September 2003 bis Dezember 2004)
- Walter Zenga (Sommer 2002 bis September 2003)
- Roberto Landi (Anfang 2005 bis September 2005)
- Cătălin Necula (September 2005 bis November 2005)
- Cristiano Bergodi (November 2005 bis Sommer 2006)
- Marin Duna (Sommer 2006 bis Oktober 2006)
- Ioan Vlădoiu (Oktober 2006 bis November 2006)
- Liviu Ciobotariu (November 2006)
- Sorin Cârțu (November 2006 bis April 2007)
- Eugen Nae (Mai 2007 bis Sommer 2007)
- Basarab Panduru (Oktober 2007 bis Februar 2008)
- Marius Șumudică (Februar 2008 bis Dezember 2008)